# الطول والذكاء
يدرس الباحثون العلاقة بين الطول والذكاء من حيث الترابطات الإحصائية بين طول الإنسان ومستوى ذكائه. وقد أظهرت بعض الدراسات الوبائية أن هناك ارتباطًا إيجابيًا طفيفًا لكنه ذو دلالة إحصائية بين الطول والذكاء، حتى بعد الأخذ في الاعتبار العوامل الاجتماعية والاقتصادية ومستوى تعليم الوالدين.
وتفترض إحدى النظريات أن السبب وراء هذا الترابط هو أن الطول يرتبط بقوة بحجم المادة البيضاء والمادة الرمادية في الدماغ، مما يجعله بمثابة مؤشر حيوي على نمو الدماغ، وهو النمو الذي يؤثر بدوره على مستوى الذكاء.
وهناك تفسيرات أخرى ترى أن بعض العوامل الجينية قد تؤثر في الوقت ذاته على كلٍ من الطول والذكاء، أو أن كليهما قد يتأثران بطرق متشابهة نتيجة التعرض لظروف بيئية سلبية خلال مراحل النمو.
وأظهرت قياسات المساحة الكلية لسطح القشرة الدماغية ومتوسط سمك المادة الرمادية باستخدام تقنية التصوير بالرنين المغناطيسي أن طول الفرد يرتبط ارتباطًا إيجابيًا مع المساحة الكلية لسطح القشرة الدماغية. ويدعم هذا الاكتشاف الفرضية القائلة بأن الجينات التي تؤثر على الطول قد تؤثر كذلك على المساحة السطحية للدماغ، والتي تؤثر بدورها على مستوى الذكاء، وهو ما يفسر العلاقة بين الطول والذكاء.
وتذهب بعض التفسيرات الأخرى إلى أن هذا الارتباط الإيجابي يتأثر بظروف البيئة، إذ لوحظ أن قوة هذا الترابط تضعف في الطبقات الاجتماعية ذات المستوى التعليمي والاقتصادي الأعلى، مما يشير إلى أن العوامل البيئية قد تكون قادرة جزئيًا على التغلب على التأثيرات الجينية المشتركة التي تؤثر على كلٍ من الطول والذكاء.

## دراسات سابقة
بدأت أولى المحاولات لدراسة العلاقة بين الطول والذكاء ضمن أبحاث النمو لدى تلاميذ المدارس. ويُعد ويليام بورتر أول من أجرى دراسة بهدف استكشاف العلاقة بين الخصائص الجسمانية للأطفال ومستوى ذكائهم. وكان الدافع وراء هذا البحث هو محاولة التنبؤ بمدى "بطء التعلم" أو "التفوق المبكر" لدى الأطفال، استنادًا إلى قياسات بسيطة يمكن للمعلمين القيام بها.
وقد توصل بالفعل إلى وجود علاقة ارتباط بين حجم الجسم ومستوى التحصيل الدراسي للأطفال، إلا أن دراسته لم تكن تركز بشكل محدد على الطول كعامل مستقل.
واستمرت الدراسات الحديثة في البحث عن العلاقة بين الطول والذكاء، لكنها أيضًا في كثير من الأحيان لم تكن تركز بشكل مباشر على هذه العلاقة تحديدًا. ومن بين الدراسات الواسعة التي أُشير إليها في هذا السياق كانت "المسوحات الذهنية الاسكتلندية" التي أُجريت في عامي 1932 و1947، والتي كان هدفها الرئيسي تحليل مدى تأثير العوامل الوراثية والبيئية على اختلافات القدرات الإدراكية بين الأفراد. وقد أُضيف قياس الطول والوزن إلى تلك الدراسات كجزء من تحليل متعدد المتغيرات.
وفي إطار السعي لفهم هذه العلاقة بشكل أعمق، أُجريت العديد من الدراسات الأخرى التي إما توسعت في تحليل هذه الارتباطات أو حاولت إيجاد تفسير لها.
فعلى سبيل المثال، تناولت دراسة قام بها دوغلاس وزملاؤه عام 1965 الدراسة الاسكتلندية السابقة، وكان هدفهم اختبار ما إذا كان الارتباط بين الطول والذكاء يعكس علاقة ارتباط بين نمو الدماغ و/أو النمو العاطفي مع نمو بقية أعضاء الجسم.
وبالمثل، في عام 1986، قام ويلسون وزملاؤه بإجراء دراسة بهدف استكشاف ما إذا كانت هناك علاقة ارتباط طويلة الأمد بين الطول ومستوى الذكاء.
ومع ذلك، لم تستطع هذه الدراسات أن تقدم نتائج أو تفسيرات مرضية بشأن طبيعة العلاقة بين الطول والذكاء، وهو ما جعل الاهتمام بهذا الموضوع مستمرًا حتى القرن الحادي والعشرين.
وفي عام 2014، أُجريت دراسة جديدة من قِبل فريق بحثي بجامعة إدنبرة في اسكتلندا، استنادًا إلى الفرضية التي تقول إن كلاً من الطول ونتائج اختبارات الذكاء يُعدان من المؤشرات التي يمكن التنبؤ من خلالها بمدى تحسن الحالة الصحية العامة ومتوسط العمر المتوقع. وقد صُممت هذه الدراسة بهدف التحقق من وجود تأثيرات وراثية وظاهرية مشتركة بين الطول والذكاء في تحديد الحالة الصحية العامة ومتوسط العمر المتوقع.
ويجدر الانتباه هنا إلى التمييز بين "الارتباط الوراثي" و"الارتباط الظاهري"، إذ يشير الارتباط الوراثي إلى نسبة العوامل الوراثية المشتركة التي تسهم في ظهور صفتين معينتين، بينما يُقصد بالارتباط الظاهري مجرد وصف لوجود نمط بين الأفراد ذوي القيم العالية في صفة محددة، حيث يميلون كذلك إلى تسجيل قيم عالية (أو منخفضة) في صفة أخرى. وبالتالي، عند مناقشة العلاقة بين الطول المقاس والذكاء، يكون الارتباط الظاهري هو المصطلح الأكثر دقة الذي يجب استخدامه.

## تعريف الذكاء
يمكن قياس الذكاء البشري من خلال عدد كبير من الاختبارات والمعايير التي تغطي مجالات أكاديمية واجتماعية وعاطفية. وعلى الرغم من عدم وجود إجماع واضح حول تعريف محدد للذكاء البشري، إلا أن هناك بعض المفاهيم المشتركة بين التعريفات المختلفة، حيث يمكن تلخيصها بشكل عام بأن "الذكاء يقيس قدرة الفرد على تحقيق الأهداف ضمن مجموعة واسعة من البيئات".
وهناك عدة نظريات تصنف الذكاء إلى فئات وأنماط مختلفة بناءً على سمات محددة، بدلاً من اعتباره قدرة عامة موحدة. وفي معظم الدراسات التي تناولت العلاقة بين الطول والذكاء، اُُستخدم اختبارات معامل الذكاء لقياس العمر العقلي للأفراد، ثم حُلّل هذه النتائج للتحقق من وجود ارتباط محتمل مع الطول.
وعلى الرغم من أن دقة اختبارات معامل الذكاء كمقياس فعلي للذكاء محل جدل واسع بين العلماء، إلا أن هذه الاختبارات تتيح قيمة كمية وتوزيعًا إحصائيًا طبيعيًا يمكن من خلاله مقارنة القدرات الإدراكية بين الأفراد.
وبما أن الذكاء لا يمكن تعريفه بشكل صارم، فقد حذّر الباحثون من أن الذكاء له أوجه متعددة ومتنوعة. ومع ذلك، غالبًا ما تعتمد الدراسات التي تقارن بين الطول ومستوى الذكاء على "مقياس وكسلر لذكاء البالغين"، والذي يقيس القدرات اللفظية والأدائية للأفراد الذين تجاوزوا سن السادسة عشرة، بينما يُستخدم "مقياس وكسلر لذكاء الأطفال" لمن هم دون هذا السن. وتشمل هذه الاختبارات: المعلومات العامة، الفهم العام، مدى سعة الذاكرة، التفكير الحسابي، إيجاد أوجه الشبه، المفردات، ترتيب الصور، استكمال الصور، تصميم المكعبات، تركيب الأشكال، واختبار الرموز الرقمية.
وقد استخدمت العديد من الدراسات التي بحثت العلاقة بين الطول الجسدي ومستوى الذكاء واحدًا أو أكثر من هذه الاختبارات لتقييم القدرة الإدراكية النسبية بناءً على عمر المشاركين.
وبالإضافة إلى اختبارات معامل الذكاء، لجأت بعض الدراسات التي أُجريت على الأطفال إلى قياس الأداء الأكاديمي كأحد المؤشرات على مستوى الذكاء، وذلك من خلال اختبارات معيارية مثل "اختبار المدى الواسع للتحصيل الدراسي".

## الارتباط: الدراسات والمنهجيات
في دراسة أُجريت عام 1986 على 13,887 طفلًا وشابًا أمريكيًا تتراوح أعمارهم بين 6 إلى 17 سنة، كان الهدف منها تحليل العلاقة بين الطول ومستوى الذكاء. حيث عُدِّلت قيم الطول لتتناسب مع العمر والجنس، وقِيس الذكاء باستخدام "مقياس وكسلر لذكاء الأطفال" واختبار "المدى الواسع للتحصيل الأكاديمي"، واللذَين يقيسان على التوالي التطور العقلي (معامل الذكاء) والتحصيل الأكاديمي. وأُعيد فحص المشاركين بعد مرور ما بين عامين إلى خمسة أعوام، وتبين أن كل من مقياس وكسلر لذكاء الأطفال واختبار التحصيل أظهرا ارتباطًا ذا دلالة إحصائية مع الطول. إلا أن التغير في الطول لم يُظهر أي ارتباط مع نتائج معامل الذكاء.
وفي عام 2000، أظهرت دراسة أخرى نتائج مشابهة؛ حيث أُشرِك 127 طفلًا يعانون من ضعف في النمو و32 طفلًا بدون قيود نمو، تتراوح أعمارهم بين 9 إلى 24 شهرًا، في تجربة سريرية عشوائية استمرت عامين وتضمنت مكملات غذائية وتحفيز نفسي-اجتماعي. وبعد مرور ثمانية أعوام، قِيس النمو ومعامل الذكاء والوظائف الإدراكية لهؤلاء الأطفال باستخدام "مقاييس وكسلر للذكاء". وكما في الدراسة السابقة، تبين أن المكملات الغذائية التي ساعدت على النمو لم يكن لها ارتباط مباشر بزيادة القدرات الإدراكية، بينما وجد أن التحفيز النفسي-الاجتماعي وحده كان له تأثير إيجابي على رفع معدلات الذكاء. كما لوحظ أن الأطفال الذين عانوا من ضعف النمو كانت درجات معامل الذكاء لديهم أقل مقارنة بأقرانهم، مما يدعم فرضية أن قصور النمو قد يؤدي إلى آثار سلبية طويلة الأمد على الوظائف الإدراكية.
وقد أكدت هذه الدراسات نتائج الباحث "جي. إم تانر" عام 1966، حيث وجد أن هناك علاقة ارتباط تتراوح بين 0.15 و0.25 بين الطول ونتائج اختبار الذكاء المعروف بـ "الاختبار 11+" والذي يُجرى لطلاب المدارس في إنجلترا. وأشار إلى أن هذه العلاقة تضعف مع التقدم في العمر لكنها لا تختفي تمامًا، حيث لوحظ في عينات من البالغين الشباب أن الارتباط يمكن أن يصل إلى 0.2. وأظهرت الدراسة أيضًا أن "كلما ازداد عدد الأطفال في الأسرة، انخفض معدل طولهم وكذلك نتائجهم في اختبارات الذكاء"، وقد نسب الباحث هذه الظاهرة إلى "التطور المتزامن للطول والقدرات الذهنية" والذي يختفي عند بلوغ النضج الجسدي. كما تبين أن الارتباط بين عدد الأطفال في الأسرة ومستوى الذكاء يكون أقوى في الأسر الفقيرة مقارنة بالأسر الميسورة، مما يدعم فرضية وجود علاقة قوية بين الطول والقدرات الذهنية بين الأطفال من خلفيات اجتماعية واقتصادية مختلفة، وتستمر هذه العلاقة حتى مرحلة البلوغ.
وفي دراسة أُجريت بواسطة مشروع "آلاف عائلات نيوكاسل" عام 1947، بُحثت العلاقة بين وزن الولادة ومعامل الذكاء عند الأطفال بعمر 9 و13 عامًا. وأظهرت النتائج عدم وجود علاقة بين وزن الولادة ومعامل الذكاء، في حين تبين أن الطول عند عمر 9 سنوات كان له دور رئيسي في تحديد مستوى الذكاء (معامل الانحدار المعياري = 2.6، وفترة الثقة 95% بين 1.6 و3.6، وقيمة الاحتمالية أقل من 0.0001). وعند سن 13 عامًا، تبين أن العوامل الاقتصادية والاجتماعية أصبحت ذات تأثير أكبر على الذكاء (معامل الانحدار = 3.4، وفترة الثقة 95% بين 2.3 و4.4، وقيمة الاحتمالية = 0.001).
وبتحليل بيانات استمرت لعشر سنوات متواصلة عن قياسات الطول والذكاء، جُمّعّت  من خلال "دراسة هارفارد للنمو"، وُجد اختلاف في درجة ارتباط الطول والذكاء بين الذكور والإناث. حيث لم يظهر لدى الذكور أي ارتباط واضح بين الطول في مرحلة عمرية محددة والذكاء في مرحلة لاحقة، في حين أظهرت الإناث علاقة ارتباط واضحة بين مستوى الذكاء عند عمر 10-11 عامًا وطولهن في عمر 8-9 سنوات، مع مراعاة عوامل أخرى مؤثرة مثل الوضع الاجتماعي-الاقتصادي، سن البلوغ، والعرق.
أما في دراسة أُجريت عام 1999 على عينة مكونة من 32,887 رجلًا سويديًا بعمر 18 عامًا وخالين من أي اضطرابات في النمو، أظهرت النتائج أن الرجال الأقصر قامة (أقل من المتوسط بإنحرافين معياريين) أبدوا أداءً جسديًا ونفسيًا أضعف ضمن متطلبات الخدمة العسكرية، مع ازدياد في معدلات الإصابة بتشخيصات متعلقة بالجهاز العضلي الهيكلي. كما وُجد ارتباط إيجابي بين الطول وارتفاع متوسط الأداء العقلي، وأظهرت النتائج أن الرجال الأقصر تعرضوا لأداء نفسي ضعيف وقدرة قيادة منخفضة عند الخضوع لضغوطات.
وفي عام 2011، تم طُوِّر نموذج إحصائي يأخذ بعين الاعتبار "الانتقاء الزوجي" ضمن نموذج ثنائي المتغير، من أجل تحليل تأثير العوامل الجينية المشتركة والانتقاء الزوجي على العلاقة بين الطول ومستوى الذكاء. واستخدم هذا الفريق البحثي بيانات توأمية سويدية لدراسة التأثيرات الجينية والبيئية على العلاقة بين الطول ومستوى الذكاء، بالإضافة إلى تحليل مدى قدرة الأفراد على التكيف مع ضغوط الحرب.
وفي عام 1989، أظهرت دراستان منفصلتان قِيس خلالهم أطوال مديري الشركات وغير المديرين (ذكور وإناث) لعينة ضمت حوالي 200 شخص، أن هناك ارتباطًا ذا دلالة إحصائية بين المنصب الإداري والطول؛ حيث كان الأفراد الأطول قامة أكثر احتمالًا لتولي مناصب إدارية، بغض النظر عن الجنس.
وفي دراسة أُجريت عام 2005 باستخدام بيانات جُمّعّت عن 1,181 زوجًا من التوائم المتماثلة و1,412 زوجًا من التوائم غير المتماثلة في النرويج، بالاعتماد على سجلات الجيش النرويجي وسجلات التوائم، حُلِّلت العلاقة بين نتائج اختبارات الذكاء والطول من خلال نموذج المعادلات الهيكلية الذي يفصل بين العوامل الجينية والبيئية المشتركة وغير المشتركة. وأظهرت النتائج أن 59% من العلاقة بين الطول والذكاء تُعزى إلى العوامل البيئية المشتركة، بينما ساهمت الجينات بنسبة 35% والعوامل البيئية غير المشتركة بنسبة 6%، وكل هذه القيم كانت ذات دلالة إحصائية.
وفي دراسة نُشرت عام 1991 أجريت على 76,111 رجلًا دنماركيًا، اُختبِرت العلاقة بين الطول والذكاء من خلال تحليل الأطراف القصوى للطول. حيث قُسِّم المشاركين إلى مجموعتين: مجموعة قصيرة القامة (أقل من النسبة المئوية الثانية لطول السكان) ومجموعة طويلة القامة (أعلى من النسبة المئوية الثامنة والتسعين). وتبين أن متوسط نتائج اختبارات الذكاء ومستوى التعليم في المجموعة القصيرة كان أقل بحوالي ثلثي انحراف معياري عن المتوسط العام، وأشارت الدراسة إلى احتمالية تأثير عوامل محلية سلبية على هذه النتائج. في المقابل، سجلت المجموعة الطويلة نتائج أعلى بنصف انحراف معياري عن المتوسط العام، إلا أن الدراسة أشارت أيضًا إلى أن كلا المجموعتين قد سجلتا نتائج أقل مما هو متوقع بناءً على الاتجاه الخطي المفترض.
كما أُجريت دراسة بين عامي 1985 و2005 على توائم هولنديين تتراوح أعمارهم بين 5 إلى 18 عامًا، ولخصّت الدراسة إلى وجود ارتباط إيجابي بين الطول والذكاء خلال الطفولة وسنوات المراهقة المبكرة، وقد اُستنِد إلى هذه العوامل لتقييم مستوى الذكاء عند البلوغ. وكان التركيز الأساسي لهذه الدراسة على العوامل الوراثية ومعامل الذكاء الكلي.
أما في الدراسات التي شملت عينات من كبار السن، فقد عُثِر على ارتباط ضعيف أو غير موجود بين القدرة الإدراكية والطول، حتى بعد التحكم في متغيري الجنس والعمر. وعلى الرغم من أن الطول وحجم الدماغ يتأثران بشدة بالعوامل الوراثية، إلا أن العلاقة بين الطول والذكاء أُثير حولها الكثير من الشكوك، خاصة وأن هذه العلاقة لا تبدو ثابتة على مدار حياة الإنسان. إذ أن الدماغ يمر بمرحلة نمو ملحوظة خلال سنوات المراهقة ثم يبدأ في الانكماش مع تقدم العمر، في حين أن الطول يظل ثابتًا نسبيًا بعد الوصول إلى النضج الجسدي.

## تفسيرات الارتباط
يُحدد طول القامة لدى الإنسان نتيجة تفاعل معقد بين العوامل الوراثية والبيئية. وقد أظهرت تحاليل إحصائية لعدة دراسات بحثية وجود علاقة ارتباطية بين الطول ومستوى الذكاء. ويُعتقد أن هناك عدة عوامل وراثية وبيئية قد تؤثر على الطول، لذلك يُبحَث عن تفسير منطقي لهذا الارتباط مع الذكاء المُقاس.
وقد اقتُرح أن الزيادة في متوسط الطول لدى السكان، نتيجة لتحسن التغذية، قد صاحبتها زيادة في حجم الدماغ، وهو ما يُعد أحد التفسيرات لظاهرة الارتفاع العام في معدلات الذكاء المُقاسة على مستوى العالم، والتي يُطلق عليها اسم "تأثير فلين".
يمكن تقدير نسبة توريث الطول عن طريق مقارنة أطوال الأقارب، مثل المقارنة بين الآباء والأبناء أو بين الأشقاء. ولقياس تأثير العوامل الوراثية، تُقارَن أطوال الأفراد بناءً على درجة تطابق الجينات المشتركة بينهم. وعادة ما تتراوح القيم النسبية للتوريث بين 60% و80%، مع وجود تفاوت كبير في النسب يُعزى إلى اختلاف الخلفية الجينية للسكان وتأثير البيئة مثل المناخ، التغذية، وأسلوب الحياة.
من أهم العوامل البيئية المرتبطة بعلاقة الطول بالذكاء: التغذية، الأمراض، الضغوط النفسية الاجتماعية، ونقص التحفيز الذهني الكافي أثناء مراحل النمو. وعادة ما تسجل المجتمعات التي تعيش في ظروف مستقرة تأثيراً وراثياً أعلى، بينما المجتمعات التي تتعرض لسوء تغذية أو انتشار الأمراض يظهر فيها تأثير أكبر للبيئة المحيطة.
ويُعد المنظور الأنثروبولوجي للنمو (المعروف باسم علم القياسات الجسدية) والذي يركز على التأثيرات المتعددة لكافة العوامل الحياتية مع إيلاء اهتمام خاص للتطور خلال فترة الحمل وأولى سنوات الطفولة، هو الأكثر دقة وشمولاً لفهم النمو والتطور البشري بشكل عام. ومن خلال هذه الرؤية، يمكن دراسة ما إذا كان الارتباط بين الطول والذكاء يستمر بالفعل، خاصة في الدول النامية التي تعاني من تقلبات بيئية.
على الرغم من وجود علاقة ارتباطية بين الطول والذكاء، إلا أنه لا توجد أدلة علمية كافية تثبت أن السبب وراثي بحت. حيث توجد العديد من الجينات المرتبطة بانتقال الذكاء عبر الوراثة، إلا أن النظريات الحديثة تؤكد أن انتقال الذكاء يعتمد على تداخل العوامل الوراثية والبيئية معاً، خاصة في ظل عدم توفر دليل قاطع يربط بين جينات محددة ومستوى الذكاء.
هناك أيضاً أدلة تشير إلى أن التطور الذهني يتأثر بتوقعات الآخرين من الشخص. فقد أظهرت تجربة أُجريت على تلاميذ بالمدارس الابتدائية، أن المعلمين عندما يتوقعون من طلاب معينين أن يكونوا أذكياء، يميل هؤلاء الطلاب فعلاً إلى تحقيق نتائج أفضل في الدراسة والحصول على درجات أعلى في اختبارات الذكاء، مقارنة بزملائهم الذين لا يتوقع المعلمون منهم أداءً عالياً، بغض النظر عن قدراتهم الفعلية. وتُعرف هذه الظاهرة بـ"تأثير بجماليون"، وقد يكون لها تأثير ملحوظ على الطلاب الأطول قامة، الذين يُنظر إليهم غالباً باعتبارهم أكثر نضجاً أو قوة.
كذلك من العوامل المحتملة التي تساهم في هذا الارتباط "الانتقاء الجنسي" و"التزاوج بناءً على السمات المتبادلة"، حيث يميل الأشخاص إلى اختيار شركاء يمتلكون صفات تعزز من كفاءتهم الحيوية، مثل الطول أو الذكاء. فغالباً ما ينجذب الأشخاص الأذكياء إلى شركاء يتمتعون بالطول والعكس صحيح، حيث تلعب جاذبية الصفات المتقاطعة دوراً في تحديد اختيارات التزاوج لدى البشر.

## إحصائيات
أظهرت الدراسات أن معامل الارتباط بين الطول ومستوى الذكاء يبلغ في المتوسط حوالي 0.2،مما يشير إلى وجود علاقة ارتباطية إيجابية بين الطول والذكاء، رغم أن هذه العلاقة تُصنف بأنها ضعيفة لكنها ذات دلالة إحصائية مؤكدة. كما أظهرت دراسات أخرى وجود ارتباط أقل وضوحًا داخل الأسرة بين الطول والذكاء، حيث بلغ معامل الارتباط حوالي 0.10، وهو ما يشير إلى أن كلًّا من ظاهرة "الانتقاء المتشابه" (اختيار الشريك بناءً على صفات متشابهة) وتأثير الجينات ذات التأثير المتعدد (الجينات التي تؤثر في أكثر من صفة) قد يكونان سببين مساهمين في تفسير هذه العلاقة العامة بين الطول والذكاء.
ومن المعروف أن كلًا من الطول والذكاء صفات متعددة الجينات (أي يتحكم فيها عدد كبير من الجينات)، ولذلك يكون من الصعب تحديد الأسباب الدقيقة لتفاوت هذه الصفات بين الأفراد، فضلاً عن تحديد الأسباب التي تقف وراء الارتباط بينهما.
وتُظهر نتائج الأبحاث المتعلقة بمدى مساهمة العوامل الوراثية والبيئية في هذه العلاقة تفاوتًا كبيرًا وغير حاسم حتى الآن؛ حيث توصلت بعض الدراسات إلى تقديرات متشابهة بخصوص النسبة النسبية لمسؤولية العوامل الوراثية مقابل العوامل البيئية، في حين توصلت دراسات أخرى إلى نتائج مختلفة تمامًا.
ومن المهم الإشارة إلى أن العديد من الدراسات الحديثة التي أكدت وجود هذا الارتباط، استخدمت نموذج "المتغيرين ACE" الإحصائي، والذي يُعد حساسًا للغاية للافتراضات المُدرجة ضمن معادلاته ومعاييره. فعلى سبيل المثال، توصلت دراستان إلى تقديرات متقاربة بخصوص نسبة تأثير العوامل الوراثية والبيئية المشتركة على هذا الارتباط، حيث قدّرت النسبة بحوالي 59% في إحداهما، وبـ 31% إلى 35% في الأخرى.
إلا أن التعديلات الطفيفة على معامل "الانتقاء المتشابه" في هذه النماذج، أدت إلى تغييرات كبيرة في تقدير نسبة المسؤولية الجينية عن هذه العلاقة، حيث يمكن أن تتراوح النسبة بين حوالي 30% (كما ورد في نتائج بعض الدراسات) وتصل إلى 90% تقريبًا في سيناريوهات أخرى.
وبالإضافة إلى ذلك، لخّصت إحدى الدراسات التي استخدمت النموذج ذاته، إلى أن العوامل الوراثية وحدها يمكن أن تفسر هذه العلاقة الارتباطية، دون الحاجة إلى إدخال أي تأثير للعوامل البيئية المشتركة مثل مستوى التعليم أو التغذية.
ويُحتمل أن يكون السبب وراء هذه النتيجة هو أن العينة التي دُرسِت تنتمي إلى مجتمع يتمتع بدرجة عالية من المساواة الاقتصادية، مما قلل من تأثير العوامل البيئية كالتعليم والتغذية، أو ربما بسبب اختلاف طرق تعامل الباحثين مع معايير وأبعاد النموذج الإحصائي أثناء الدراسة.
ونظرًا لحساسية نموذج ACE تجاه الافتراضات الخاصة بظاهرة الانتقاء المتشابه، فإنه يجب التعامل بحذر مع نتائج هذه الدراسات، وكذلك مع النسب التي توضح مدى مساهمة العوامل الوراثية مقارنة بالعوامل البيئية في تفسير العلاقة بين الطول والذكاء.